# نسوية شبكية
النسوية الشبكية هي ظاهرة يمكن وصفها بأنها حشد النسويات والتنسيق فيما بينهن عبر الإنترنت؛ وذلك للرد على الأفعال التي تحمل طابعًا من التحيز الجنسي، أو كراهية النساء، أو العنصرية، أو غير ذلك من الأفعال التمييزية ضد الأقليات. ونتيجة لحدوث موجات نسوية متعددة، وفي ظل عدم توافر سلطة مركزية تسيطر على ما تدّعيه هذه الحركات على أنه يمثل «نسوية»؛ فإن ظاهرة النسوية الشبكية تغطي كافة التعاريف الممكنة التي قد تترتب على نشاط الحركات النسوية. في حين أنه قد يكون لدى الفرد رأي مختلف عن رأي فرد آخر بشأن تعريف «النسوية»، فإن جميع الذين يؤمنون بهذه الحركات والإيديولوجيات يتشاركون نفس الهدف المتمثل في تفكيك البناء الاجتماعي الأبوي الحالي، الذي يجعل للرجال سلطة رئيسية وامتيازات اجتماعية أعلى من النساء. لا تُدار النسوية الشبكية من قِبل مجموعة نسائية واحدة. بل تعد بدلًا من ذلك؛ مظهرًا من مظاهر قدرة النسويات على الاستفادة من الإنترنت في جعل وجهات النظر والأصوات غير الممثلة تقليديًا أصواتًا مسموعة. تعمل النسوية الشبكية عن طريق شبكات التواصل الاجتماعي؛ إذ تُستخدم مواقع التواصل الاجتماعي مثل فيسبوك وتويتر وتمبلر كعوامل مساعدة في تعزيز المساواة بين الجنسين وللتصدي للتحيز الجنساني. يروج مستخدمو مواقع التواصل الاجتماعي لتطور الحركة النسوية باستخدام أدوات مثل إنشاء مجموعات الفيسبوك واستخدام الهاشتاغ. وتستخدم هذه الأدوات لتحقيق المساواة بين الجنسين وللفت الانتباه إلى أولئك الذين يروجون لأشياء خلاف ذلك. أصبح العمل النسوي عبر الإنترنت محركًا جديدًا للحركة النسوية المعاصرة. ومع إمكانية الاتصال والتواصل في جميع أنحاء العالم عبر الإنترنت، يمكننا القول إنه لم يجمع أي شكل آخر من أشكال النشاط في التاريخ هذا العدد الكبير من الناس ويمكنهم من اتخاذ إجراءات بشأن قضية واحدة.

## خلفية
حدث التضافر الجماعي للنسويات نتيجة للزيادة الكبيرة في استخدام الإنترنت ومواقع التواصل الاجتماعي. تُعد النسوية الشبكية جزءًا من المجتمع النسوي المعاصر، والذي تدور اهتماماته حول الفضاء الإلكتروني والإنترنت والتكنولوجيا. يشكل هذا المجتمع النسوي الحركة المعروفة باسم النسوية الإلكترونية. وكانت بدايات «النسوية الإلكترونية تتمثل في المقام الأول في شكل مجلات ومواقع إلكترونية ومدونات؛ أُعدت استجابة للحاجة إلى منبر عام تستطيع الفتيات من خلاله التعبير عن آرائهن بشأن العالم من حولهن». بدأ الرجال والنساء في إيجاد مساحة لأنفسهم يمكن من خلالها التعبير عن آرائهم، وذلك من أجل خلق وعي عام بشأن اللامساوة العرقية والجندرية. ومع تطور التكنولوجيا، أصبح الاتصال عبر الإنترنت أكثر سهولة ويسرًا. وفي أيامنا هذه، يستطيع أي شخص متصل بالإنترنت التعبير عن آرائه في أي مكان في العالم. تطورت الأدوات ذات العلاقة بالويب وتطورت المنصات الإلكترونية لدعم الحاجة إلى التواصل عبر الإنترنت مثل يوتيوب، والذي يسمح بالتدوين المرئي أو «التدوين من خلال الفيديو». وتتيح كذلك منصات التدوين على مواقع التواصل الاجتماعي مثل تويتر وتومبلر وإنستاغرام قدرات تشاركية أكثر سهولة وفورية. يُعد فيسبوك، وهو موقع إلكتروني آخر، واحدًا من أكبر منصات التواصل الاجتماعي، وهو يتيح للكثيرين استخدام «صفحاتهم الشخصية» و«مجموعات الرأي» للتعبير عن آرائهم حول العالم. وقد أتاح إنشاء مثل هذه المواقع للحركات النسوية فرصة المشاركة في وسائل التواصل الاجتماعي وغيرها من الائتلافات الافتراضية؛ من أجل الكفاح ضد التمييز الجنساني، الأمر الذي أدى إلى إفساح المجال أمام النسوية الشبكية على نطاق واسع.
أدت هذه التحالفات إلى زيادة المفردات والوعي بشأن الجندر في نقاشات وسائل الإعلام الوطنية في الولايات المتحدة. ووفقًا لدراسة أجرتها مؤسسة «سكور ميديا ميتريكس» في عام 2008، كانت المواقع المجتمعية للنساء على الإنترنت واحدة من أسرع المواقع نموًا في ذلك العام. وفي الواقع؛ «تعد الصفة النسوية هي الصفة المميزة الأقوى للنشاط الشبكي اليوم. وهناك تحالفات قوية متماسكة ومترابطة للغاية من النسويات المستعدات في الحال لكشف وبيان سلوكيات التحيز الجنساني أو سياسات الصحة الرجعية». وهكذا قدمت المدونات النسوية خدمة كانت المرأة في حاجة ماسة إليها من أجل الحفاظ على إبقاء قضاياها في صدارة النقاش الوطني والدولي. ويبدو أن وسائل التواصل الاجتماعي قد ساعدت على جعل أيامنا الحالية فرصة مناسبة لنشاط المرأة ومشاركتها في السياسة الوطنية. وكما تقول الكاتبة النسوية الشهيرة «بيل هوكس»: «من الضروري، لمن يريد منا تجاوز الطرق أحادية البعد في التفكير والكينونة والعيش؛ التعاون مع مفكرين متنوعين، وذلك من أجل العمل على زيادة فهم ديناميات الطبقية والعرق والجندر».

## وسائل التواصل الاجتماعي
أصبح استخدام الهاشتاغ عاملاً بالغ الأهمية في نمو النسوية الشبكية، وفي نمو معظم المجموعات النضالية على وسائل التواصل الاجتماعي. إذ يتيح استخدام الهاشتاغ وسيلة لتجميع هذه الرسائل، من ثم يمكن للمرء البحث عن الهاشتاغ؛ والحصول على مجموعة الرسائل التي يحويها بداخله. يرجع أول ظهور لاستخدام الهاشتاغ إلى منصة التواصل الاجتماعي تويتر، «إذ توفر المنصة خدمة البحث باستخدام الكلمات الرئيسية [أو] باستخدام الهاشتاغ». ومنذ إنشاء تويتر، امتد استخدام الهاشتاغ إلى وسائل التواصل الاجتماعي الأخرى مثل الفيسبوك، واليوتيوب، وتمبلر، وإنستغرام. يستغل مستخدمو الإنترنت من النسويين، الذين يشاركون في التجمعات الافتراضية للنسوية الشبكية، الهاشتاغ لتشكيل مجموعات منظمة عبر الإنترنت تتشارك نفس روابط الهاشتاغ التشعبية. وفي حالة الحركات النسوية، تُستخدم المجموعات للترويج لفكرة أو للترويج لتحالف ضد التحيز الجنساني، ولتفكيك النظام الأبوي. يُسمى هذا النشاط المستخدم للأدوات الموجودة على الإنترنت، وخاصة الهاشتاغ، بنشاط الهاشتاغ.
يتيح موقع التواصل الاجتماعي الكبير، فيسبوك، للمستخدمين التفاعل من خلال طلبات الأصدقاء، ومن خلال إنشاء الشبكات والمجموعات. تُنشأ المجموعات على فيسبوك لتمثيل أي شيء، بدءًا من تمثيل الاهتمام الذي يتشاركه البعض على طول الطريق، إلى تمثيل التحالفات التي يجتمع الناس عليها. وفي حالة النسوية الشبكية، فقد لعبت مجموعات الفيسبوك دورًا هامًا في مناقشة القضايا وإقامة الروابط بشأن الموضوعات التي تدور حول التحيز الجنساني، أو من ناحية أخرى؛ لعبت مجموعات الفيسبوك دورًا هامًا فيما يخص نمو الحركة النسوية. وقد استخدم الأفراد هذه المجموعات، إلى جانب الأشكال الأخرى من وسائل التواصل الاجتماعي؛ مثل قوائم البريد الإلكتروني والمدونات وفيديوهات اليوتيوب والتدوينات على موقع ريديت، لإنشاء منتديات يمكن أن يحتشد فيها المدافعون عن حقوق المرأة. وقد أوجدت هذه المنتديات فرصة لحدوث التضافر الجماعي الافتراضي؛ وهو ما يمثل النسوية الشبكية.

## انتقادات
أشارت ريبيكا سيڤ، من مجموعة سيڤ، شركة في شيكاغو، في مقال نشر في الموقع الإلكتروني «معاينة سلامة الصحة الإنجابية» مايو 2012؛ إلى أنها تعتقد أن «النسوية الشبكية الجديدة تشبه تمامًا النسوية الشبكية القديمة»، وذلك لأن طريقة ومقاييس نجاح كل منهما متشابهة. وتقول سيڤ إنه «في سبيل تحقيق تغيير مؤسسي (تغيير دستوري)؛ كانت النساء تلجأ دومًا إلى الحديث والتواصل؛ من أجل تنظيم أنفسهن»، ولكن فقط اختلفت الوسيلة في النسوية الشبكية الجديدة. تُلمح سيڤ، فيما يبدو، إلى أن انتشار الحركات النسوية على نطاق واسع؛ يحدث عندما تقرر النساء بشكل جماعي ضرورة التغيير المؤسسي (الدستوري)، من ثم يستخدمن أنسب وأنجع الوسائل لتحقيق هذا التغيير. وبالتالي، فإن وسيلة التواصل المستخدمة لا تلهم التغيير، بل تساعد على تيسيره فحسب.
وبالإضافة إلى ذلك، وعلى الرغم من أن وسائل التواصل الاجتماعي قد ساعدت في زيادة الوعي بقضايا المرأة، «فلا يزال هناك اهتمام بإنشاء غرفة الصدى»، كما تقول نونا ويليس -آرونويتز، مؤلفة كتاب «تمكين الفتاة: عبر أمريكا، إعادة تعريف النسوية». وتذكر آرونويتز أن هناك اختلافًا كبيرًا بين النساء والرجال بشأن تحديد المعنى الدقيق للحركة النسوية، الأمر الذي يزيد من صعوبة تصنيف ما يمثل النسوية الشبكية الجديدة.

## الفجوة الرقمية
يعتبر تأثير النسوية الشبكية محدودًا إلى حد ما، وذلك لأنه ليس بوسع الجميع الوصول إلى الإنترنت. ووفقاً لسامهيتا موخوبداهاي، المحررة التنفيذية لمجلة «فيمنستنج»، وهي مدونة نسوية شهيرة: «أعتقد أننا نتجه نحو نسيان النساء غير الموجودات على الإنترنت -هناك فجوة رقمية- وأعتقد أن جزءًا من الحركة النسوية ينبغي أن يركز على التواصل -وجهًا لوجه- مع الناس في المجتمع. فالكثير من الناس موجودون على الإنترنت؛ ولكن ليس الجميع، وبفارق غير ضئيل».